# Durban City Football Club (2024)
Ne doit pas être confondu avec Durban City Football Club.
Le Durban City Football Club anciennement connu sous le nom Maritzburg United Football Club de 1988 à 2024, est un club de football professionnel sud-africain fondé en 1979 et basé dans la ville de Pietermaritzburg. En 2024 en changeant de nom en Durban City FC le club s'installe à Durban

## Histoire
En septembre 2005, alors qu'il évolue en deuxième division, il rachète la franchise de Tembisa Classic (fondée en 1979), en mauvaise santé financière, qui évolue en première division. Tembisa dispute le championnat de D1, Maritzburg United celui de deuxième et à la fin de cette saison, Maritzburg récupère la place de Tembisa en première division. Tembisa disparaît purement et simplement.
En 2006, la franchise est rachetée par le groupe automobile allemand Volkswagen, qui possède une usine dans la région à Uitenhage, et qui détient déjà le club de Bundesliga de Wolfsburg. Maritzburg United descend en deuxième division, la Mvela Golden League, à l'issue de la saison 2006-2007.
En août 2024, le Maritzburg United se relocalise à Durban et se renomme Durban City FC en fin de saison 24-25 de deuxième division, le club termine à la première place et obtient la promotion en Premier Soccer League.

## Palmarès
- National First Division (D2) :
  - Champion : 2025